# Loïc Féry
 (juillet 2020).
Loïc Féry, né le 15 mars 1974 à Nancy (France), est Président-Directeur général de Chenavari Investment Managers et du FC Lorient.

## Biographie

### Études
Il obtient un baccalauréat C mention « Très Bien » au lycée Alain Borne de Montélimar en 1991. Il intègre une classe préparatoire au lycée du Parc à Lyon après laquelle il entre à HEC Jouy-en-Josas en 1993. Pendant sa scolarité, il travaille dans les champs de la vallée du Rhône et vend des glaces dans des quartiers difficiles à Philadelphie.
Loïc Féry a 20 ans quand il gagne un concours entrepreneurial avec un élève de Centrale et un ingénieur polonais. Pendant un an, il place HEC entre parenthèses pour conduire leur projet de télématique en Europe de l'Est puis il revient terminer ses études et obtient le diplôme.

### Parcours professionnel
À sa sortie de HEC, il rejoint la Société générale à Hong Kong pour prendre la responsabilité des marchés de crédit sur l'Asie, qui est en crise, ce qui confronte les banques à une période de restructuration. Il y restera cinq ans avant de démissionner pour se lancer dans une aventure entrepreneuriale.
En 2000, avec un collègue d'HEC, il lance l’incubateur Asiabooster qui vise à accompagner les start-up occidentales en Asie .
En 2001, Loïc Féry rejoint le Crédit agricole Indosuez (devenu Calyon après sa fusion avec le Crédit lyonnais) à Londres pour devenir l'un des responsables chargés du développement des activités de crédit de la banque. Entre 2001 et 2007, il étoffe son équipe de 5 à 250 personnes . Nommé responsable mondial des marchés de crédit de Calyon (Global Head of Credit Markets), il contribuera entre 2002 et 2006 sur son secteur pour plus de 500 millions aux résultats de la banque. A 32 ans, Loïc Féry est également nommé au sein du Cercle des dirigeants du Crédit agricole. L'ascension de la « petite star de la banque » sera brisée à l'été 2007 par les positions « anormalement élevées » d'un trader new-yorkais qui engendreront une perte de 250 millions d'euros pour la banque. Les analystes et médias spécialisés s’interrogeront sur la qualité des systèmes IT et du contrôle des risques au sein de Calyon Americas,, mais la banque visera le management comme bouc émissaire. Malgré le soutien de sa hiérarchie directe, Loic Féry est licencié avec cinq autres personnes, dont le CEO de Calyon Americas. Quelques mois plus tard, un tribunal anglais reconnaîtra que ce licenciement était abusif et « sans cause réelle et sérieuse »[réf. nécessaire]. 
Il rebondit rapidement, fin 2007. À 33 ans et en pleine tempête financière, il crée Chenavari, comme le nom du lieu-dit où il a passé une partie de son enfance. Chenavari Investment Managers est une société de gestion d'actifs spécialisée dans les marchés de crédit et de financement. Ses bureaux se situent à Londres, entre Hyde Park et Buckingham Palace.  Également implantée à New York, Hong Kong et au Luxembourg, elle a été reconnue par le magazine Institutional Investors comme l'une des plus dynamiques dans le monde en 2009. Entre 2010 et 2015, la société permet des rendements de +20 à +50%  . Dix ans après sa création, Chenavari gère un peu moins de six milliards d'euros d'actifs et contribue au financement de près de 450 entreprises en Europe.
À travers sa holding personnelle, Loïc Féry possède le FC Lorient et investit dans différents secteurs (immobilier, sport, musique).

## Football

### Premiers projets
Dès son jeune âge, Loïc Féry rêve de diriger un club de foot , c'est pourquoi, étudiant il s'intéresse déjà au fonctionnement des clubs. Avant de mûrir un projet professionnel, il s'entraine une première fois à l'exercice lors de son séjour à Hong Kong, avec la Yau Yee League[source insuffisante]. Pour cette équipe de deuxième division amateur, il conjugue le poste de joueur (attaquant) avec celui de président[réf. nécessaire].
En 2001, il discute pour reprendre avec un partenaire coréen le club de l'OGC Nice, mais le projet n’aboutit pas. Les années suivantes, il s’intéresse successivement à la reprise de Grenoble puis de Nîmes en 2008, mais les projets bloquent car il préfère venir comme seul décideur. Le club anglais de Sheffield Wednesday FC attire aussi son attention, mais le prix de reprise est trop élevé.

### Présidence du FC Lorient

#### Pérennisation du club en ligue 1
Le lundi 10 août 2009, il devient le président du FC Lorient et par la même occasion plus jeune président d'un club de Ligue 1. Il déclare alors : « je suis heureux et fier de succéder à Alain Le Roch à la présidence du FC Lorient. Mon ambition est de pérenniser la présence du FC Lorient au plus haut niveau du football professionnel français : cela passera par la mobilisation de toutes les énergies, celles des salariés et partenaires du club, ainsi que par le renforcement nécessaire des infrastructures du FC Lorient »[réf. nécessaire]. Il possède pour commencer 75 % des parts du club puis la totalité quelques mois plus tard[réf. nécessaire].
Son arrivée conduit à la prolongation du contrat de l'entraineur emblématique du club, Christian Gourcuff, annoncé partant. Il engage alors une politique financière au sein du club breton avec notamment un projet de nouvelle politique salariale qui prévoit de diminuer la part fixe des salaires au profit de la part variable fonction des résultats sur le terrain. À l'issue de ses quatre premières années de présidence, le club est alors la seule équipe de ligue 1 à connaitre un bilan financier positif sur cette période.
La qualité des équipements sportifs du club progressent lors des premières années de présidence. Le projet de centre d'entrainement et de formation (nommé Espace FCL) bloqué avant son arrivée commence à être réalisé sur la commune voisine de Plœmeur à partir de décembre 2009. Ralenti par plusieurs recours gracieux d'opposant le projet à partir de l'automne 2011 les travaux ne commencent qu'à l'automne 2012 pour une livraison à l'été 2013. Il obtient aussi début-2013 de la municipalité lorientaise la construction d'une quatrième tribune au stade du Moustoir pour 2015 afin de porter la capacité de celui-ci au-delà de 20 000 places, après avoir menacé celle-ci de construire son propre stade dans une autre ville comme Auray ou Languidic,,.
Pour sa première saison à la tête du club, le FCL termine à la meilleure place jamais obtenue par le club (7e de Ligue 1 avec 58 points).

#### Vers de nouveaux objectifs sportifs
À l'issue de l'exercice 2012-2013, il annonce vouloir entamer une nouvelle phase pour le club, citant l'exemple d'autres équipes équivalente au FC Lorient ayant joué des coupes européennes.
Néanmoins, ces ambitions sont remises en question à la suite du transfert très controversé de Mario Lemina, jeune espoir du club issu du centre de formation, à l'Olympique de Marseille le 2 septembre 2013, contre l'avis de son entraineur Christian Gourcuff. Cet épisode mènera au départ de l'entraîneur du club en fin de saison.
Sa gestion du club devient critiquée par des journalistes sportifs comme Pascal Praud ou Pierre Ménès lors de la Saison 2016-2017 du club, qui lui reprochent de faire primer l'aspect financer au détriment de critères sportifs,.
À l'issue de la saison 2016-2017, Lorient est relégué en Ligue 2 à la suite d'une défaite 2-1 au match aller et un match nul 0-0 au retour face à Troyes en barrages[réf. souhaitée].

#### De la stabilité pour remonter en Ligue 1
Aussitôt, Loïc Féry nomme l’ancien international Mickaël Landreau entraîneur, un choix effectué de façon collégiale pour « l’exigence qu’il va apporter, son expérience du très haut niveau et ses qualités de leader »[réf. nécessaire].
En réaffirmant son attachement pour le projet de jeu à la Lorientaise, Féry se dit affecté par la descente et déclare ouvrir une phase d’évaluation et d’autocritique.
« On a la capacité d’encaisser ce changement d’environnement économique (…) L’actionnaire est là pour éviter les abois dans les périodes plus délicates ». Malgré la relégation, le club est à l’abri du danger financier. Il peut s’autoriser un mercato ambitieux et préserver les équipes administratives au format de la Ligue 1 [source insuffisante]. Le groupe affiche une dynamique très positive en début de saison. Mais faute de régularité, il ne franchira pas les barrages pour retrouver l’élite. Loïc Féry dira qu'il attend plus de détermination[réf. nécessaire].
Après avoir soutenu son entraîneur qui manifeste la volonté de travailler avec un effectif resserré, plus soudé et plus combatif, il annoncera au mois de mai les ambitions pour la saison 2018-2019 : remonter en Ligue 1. Malgré une troisième place au classement en mars, le groupe n’atteint pas les barrages. Le 18 mai, le FC Lorient et Mickaël Landreau se séparent à l’amiable .
C’est en Ligue 1 que Loïc Féry et ses dirigeants iront chercher son successeur. Séduit par « sa personnalité authentique et profondément passionnée par son métier », il nomme Christophe Pélissier à la tête de l’équipe professionnelle. Dans les raisons qui ont motivé son choix, il évoque aussi « la force des faits » et « une capacité de faire travailler des individualités ensemble » .

#### Ligue de football professionnel
En septembre 2011, il manifeste une première intention de se présenter au conseil d'administration de la Ligue de football professionnel mais devra renoncer pour une question de calendrier . Il sera finalement élu en octobre 2012. Puis, il se positionne alors sur plusieurs sujets d'actualité, comme l'arbitrage vidéo dont il reste un fervent défenseur . Ce dernier se prononce aussi en faveur de l'imposition des clubs à 75%, proposée par François Hollande au printemps 2013. Avançant des règles d'équité au sein du championnat, il milite pour que l' AS Monaco installe son siège social en France et s'aligne sur la même fiscalité que les autres clubs de Ligue 1 .
En juillet 2018, il réintègre le conseil d’administration pour représenter les clubs de Ligue 2 avec le président d'Auxerre, Francis Graille .